# Retorianos
Se llama retorianos a los herejes que nos describe confusamente Filastro. 
Se levantaron, dice, en Egipto en el siglo IV y tomaron su nombre de su jefe Rethorius. Admitían todas las herejías que habían aparecido hasta entonces diciendo que todas podían sostenerse igualmente. Profesaban, pues, una perfecta indiferencia respecto a los dogmas. 